# الشذا الفياح من علوم ابن الصلاح
كتاب الشذا الفياح من علوم ابن الصلاح هو كتاب في الحديث النبويّ ومصطلحاته، للشيخ، برهان الدين، إبراهيم بن موسى الأبناسي المتوفى: سنة 802 للهجرة.

## وصف
لخصه من: كلامه، وكلام غيره. وضمّ إلى ذلك: فوائد حديثية، ومهمات فقهية.
ذكر أولًا: كلام ابن الصلاح بنصه.
ثم أردف ذلك: بكلام الحافظ: زين الدين العراقي، وغيره.
واستوفى: كلام المصنف، في خمسة وستين نوعا.
ولا يغادر شيئا من كلامهما، بل استوعب فيه.